# Động mạch chủ
Động mạch chủ là động mạch chính và lớn nhất trong cơ thể người, có hình cây gậy, bắt nguồn từ tâm thất trái của tim chạy một vòng chữ U lên ngực trên và kết thúc quanh vùng rốn, nơi nó chia ra làm 2 động mạch nhỏ hơn. Động mạch chủ nhận và phân phối máu tới mọi bộ phận của cơ thể qua hệ tuần hoàn.